# Xestia brunnea
Xestia brunnea là một loài bướm đêm trong họ Noctuidae.